# Челли (художник)
Челли (настоящие имя и фамилия Вячеслав Константинович Васильев) (1888 — 17 августа 1914, дер. Травники Люблинской губернии Царства Польского Российской империи — русский художник- карикатурист, график, портретист.
Учился в Московском училище живописи, ваяния и зодчества. Был известен, как художник и как талантливый карикатурист. Картины Челли — Васильева выставлялись на художественных выставках. Его карикакуры помещались в дореволюционных российских газетах и журналах, в частности в журнале «Театр в карикатурах». Кроме того, Челли, занимался скульптурой.
Участник первой мировой войны. Прапорщик запаса В. К. Васильев был призван по мобилизации.
16 августа 1914 г. в бою под деревней Травники Люблинской губернии, он был ранен осколками шрапнели в живот и ногу. 17 августа скончался.
Погребение состоялось 30 сентября 1914 г. в Москве на кладбище Новодевичьего монастыря.
В. К. Васильеву-Челли было 26 лет.